# آپلینک (بازی ویدئویی)
آپلینک (به انگلیسی: Uplink) یک بازی ویدئویی منتشر شده در سال ۲۰۰۱ توسط شرکت توسعه نرم‌افزار بریتانیایی اینتروورژن سافت‌ویر است که در رابطه با هکر امنیتی می‌باشد.

## طرح
در این بازی بازیکن نقش یک رخنه‌گر در سال ۲۰۱۰ را ایفا می‌کند که برای شرکت آپ‌لینک که کار آن ارائه خدمات برای رخنه‌گرها در سراسر جهان و نیز ارائه خدمات هک است، کار می‌کند. بازیکن دارای معیارهای متفاوتی چون پول، نرم‌افزار، دروازه، سخت‌افزار و مهارت است که با توجه به آن‌ها به وی مأموریت‌هایی داده می‌شود. در این مأموریت‌ها بازیکن باید با توجه به رتبه خود اعمالی چون ویرایش مقادیر در سرورهای وب را برای مشتریان انجام دهد.
بازیکن می‌تواند با انجام دادن مأموریت‌ها یا هک کردن بانک‌ها پول به دست بیاورد. سپس می‌تواند امکانات خود را افزایش داده و رتبه خود را بالاتر ببرد و مأموریت‌های بیشتری را قبول کند.

## سبک
آپلینک تا حد زیادی از فیلم‌های سینمای آمریکا مانند هکرها، Sneakers، بازی‌های جنگ و اره‌ماهی تقلید می‌کند. برای مثال یکی از ارجاع‌ها به فیلم Sneakers کد تقلبی بود که در به روز رسانی‌های بعدی بازی حذف شد، این کد تقلب "TooManySecrets" بود (مقلوب به عبارت Setec Astronomy) که در صورتی که توسط بازیکن وارد می‌شد، یک لیست تقلب برای وی باز می‌شد. در ارجاعی دیگر صوت "سلام. من مدیر سیستم هستم. صدای من گذرنامه من است. تایید من است." پخش می‌شود که شبیه به عبارات فیلم Sneakers است.
یکی دیگر از ارجاع‌های آپلینک به این فیلم‌ها، ارجاع پوستر بازی به فیلم هکرها است. تصویر روی جلد این بازی شباهت بسیار زیادی به پوستر این فیلم دارد. همچنین صفحه ورود به سیستم هک در بازی شباهت زیادی به همان صفحه در فیلم هکرها دارد.

## موسیقی متن
این بازی دارای چندین آهنگ در فرمت‌های S3M و MOD و XM است. ترانه‌های اصلی در یک لوح فشرده به عنوان جایزه به خریدار داده می‌شود. این لوح فشرده همچنین دارای چند آهنگ بود که رد شد.[نیازمند منبع]

### لیست آهنگ‌ها
- The Blue Valley توسط Karsten Koch
- Deep in Her Eyes توسط Peter 'Skaven' Hajba
- Mystique قسمت ۱ و ۲ توسط Robert 'Timelord' Gergely
- Symphonic توسط Dual Crew

## انتشار
بازی برای سیستم‌عامل‌های مایکروسافت ویندوز و لینوکس مستقیماً توسط شرکت اینتروورژن سافت‌ویر و برای مکینتاش در نسخه‌های قاچاق و همچنین توسط شرکت آمبروزیا سافت‌ویر عرضه شد. کریس دیلی طراح بازی، در مصاحبه‌ای با پی‌سی گیمر بریتانیا اعلام کرد که آن‌ها برای آپلینک هیچگونه تبلیغاتی نخواهند کرد، زیرا خود طرفداران عاشق آن خواهند شد و آن را به دیگران پیشنهاد خواهند داد. یک نسخه در ایالات متحده آمریکا تحت عنوان آپلینک: نخبگان هکر (به انگلیسی: Uplink: Hackers Elite) توسط شرکت استراتژی فرست منتشر شد. پس از مدتی استراتژی فرست انتشار آن را متوقف کرد اما نسخه نخبگان هکر از طریق منابع مختلفی در دسترس ماند. این بازی در حال حاضر از طریق استیم وGOG.com و همچنین مرکز نرم‌افزار اوبونتو در دسترس است. این بازی همچنین برای آی‌پد در ۷ ژوئن ۲۰۱۲ و برای اندروید در ۱۵ اوت ۲۰۱۲ منتشر شد.

## طرفداران
آپلینک دارای یک انجمن مود با تم‌ها، دروازه‌ها، بسته‌های صدا و تصویر تازه و اضافات دیگر است که در ۹ اوت ۲۰۰۴ افتتاح شد. چند تم نیز برای گنوم ساخته شد. در اواسط سال ۲۰۰۳ شرکت اینتروورژن سافت‌ویر شروع به فروش کد منبع بازی به همراه امکانات دیگری کرد که در لوح فشرده مخصوص توسعه‌دهندگان موجود بود. این امر منجر به تغییرات گیم‌پلی بازی از جمله پوسته‌ها و گرافیک جدید برای تلفن‌های همراه، موسیقی، مأموریت، انواع نهادهای جدید برای هک شد. به‌طور مثال مود اف‌بی‌آی یک سرور FBI همراه با مأموریت‌ها و سیستم‌های امنیتی جدید ارائه می‌کند.

## حق امتیاز نخبگان هکر
یک نسخه در ایالات متحده آمریکا به نام آپلینک:نخبگان هکر توسط شرکت استراتژی فرست منتشر شد، تا این که استراتژی فرست به مشکلات مالی برخورد کرد و پرداخت حق امتیاز به اینتروورژن را کمی قبل از ورشکستگی متوقف کرد، اما همچنان به فروش این بازی برای رقابت با اینتروورژن ادامه داد.
در ۲۰ ژانویه ۲۰۰۶ شرکت اینتروورژن اعلام کرد که از راه قانون با تمام خرده فروشان آپلینک:نخبگان هکر به جز Stardock برخورد خواهد کرد. قانوناً باید قرارداد فسخ می‌شد اما استراتژی فرست دادگاه کانادا را متقاعد کرد تا مهلت قانونی به این شرکت اعطا گردد. پس از آن استراتژی فرست دوباره پرداخت حق امتیاز به اینتروورژن را ادامه داد.
در حال حاضر فروشگاه‌های زیر نخبگان هکر را در آمریکای شمالی می‌فروشند:
- Stardock از طریق گیم‌استاپ ایمپالس
- Direct2Driveهای توزیع خدمات دیجیتال آی‌جی‌ان (از ژوئیه ۲۰۰۶)
- فروشگاه برخط استراتژی فرست

به دلیل آنکه برخی از نسخه‌های آپلینک: نخبگان هکر اصلاح شده‌اند، بسیاری از حالت‌های نسخه رسمی با نسخه نخبگان هکر سازگار نیستند.